# World Election
《World Election》（日语：ワールド・エレクション）是Whirlpool在2016年2月26日發售的戀愛冒險類型成人遊戲。PlayStation Vita平台遊戲於2017年7月20日發售。

## 故事
敘述自五個世界獲得統一以來已經過去了大約二十年，成為人類及惡魔、天使、機器人、獸人等亞人一起生活世界。擁有特別能力的主角獅子堂敬、失去記憶的謎之少女等人決定參加國際學園學生會選舉的故事。

## 登場人物
獅子堂敬
《World Election》的男主角。為人類界擁有特別能力的新人類「neo’s」。國際學園2年級生。
庫露露（聲：沢澤砂羽）
失去記憶的謎之少女。 轉入獅子堂敬所在的班級。和獅子堂敬一起參加了選舉，要求他一起考慮毀滅世界的方法。
（聲：風音）
國際學園2年級生，前劫魔界大總統的公主。 擁有不死的肉體及以四大元素為基礎的強力魔法。
獅子堂伊織（聲：上原葵）
國際學園1年級生。作為「neo’s」覺醒。獅子堂敬的義妹。選舉管理委員會成員。
（聲：秋野花）
國際學園2年級生。出身。掌管愛情的天使。獅子堂敬的同班同學。以大天使為目標。
（聲：萌花ちょこ）
國際學園2年級生。大自然鄉出身。狼型獸人。
（聲：あじ秋刀魚）
國際學園2年級生。大自然鄉出身。狸貓型獸人。嬰兒時期被人類奶奶收養。和大自然鄉出身的獸人們並不能很快打成一片。擁有變身的能力。
米娜婭（聲：櫻川未央）
國際學園2年級生。機械帝國出身。人工智慧。
（聲：桃井莓）
國際學園2年級生。劫魔界出身。因為水屬性的關係，在地面活動非常辛苦。真正姿態是塞壬女妖。
（聲：奏雨）
國際學園2年級生。原本是存在於劫魔界的傳説中的魔獸。因為魔力，能夠化為人形。
米里艾（聲：手塚りょうこ）
獅子堂敬班上的班級導師。出身。
卦法院紗月（聲：御苑生芽衣）
獅子堂敬所居住宿舍管理員。

## 主題曲
片頭曲
歌：solfa feat.美鄉秋 / 作詞： / 作曲：iyuna + 橋咲透 / 編曲：橋咲透
片尾曲
作詞・作曲・歌：薬師るり / 編曲：根本克則 (KParaMUSIC)

## 評價
《World Election》在日本美少女游戏与动画相关商品销售网站Getchu.com的2016年2月销量榜上排名第5名。

## 外部連結
- 官方网站（日語）